# Сплайн Эрмита
Кубический эрмитов сплайн — сплайн, построенный из кубических полиномов с использованием эрмитовой интерполяции, в соответствии с которой интерполируемая функция задается не только своими значениями в n точках, но и её первыми производными. Для заданной интерполяционной сетки {\displaystyle x_{k}} для {\displaystyle k=1,...,n}, и заданного значения независимой переменной x вычисление функции проводится в соответствующем интервале {\displaystyle (x_{k},x_{k+1})} с известными граничными значениями функции p и её производной m. Для упрощения вычислений делается замена независимой переменной x на независимую переменную t по формуле {\displaystyle t=(x-x_{k})/(x_{k+1}-x_{k})}. В результате такой замены левая граница интервала становится равной 0, а правая 1. Кубический полином, служащий для вычисления интерполируемой функции в соответствующем интервале имеет вид:
```

  

    

      

        

          
p

        

        
(

        
t

        
)

        
=

        
(

        
2

        

          
t

          

            
3

          

        

        
−

        
3

        

          
t

          

            
2

          

        

        
+

        
1

        
)

        

          

            
p

          

          

            
k

          

        

        
+

        
(

        

          
t

          

            
3

          

        

        
−

        
2

        

          
t

          

            
2

          

        

        
+

        
t

        
)

        
(

        

          
x

          

            
k

            
+

            
1

          

        

        
−

        

          
x

          

            
k

          

        

        
)

        

          

            
m

          

          

            
k

          

        

        
+

        
(

        
−

        
2

        

          
t

          

            
3

          

        

        
+

        
3

        

          
t

          

            
2

          

        

        
)

        

          

            
p

          

          

            
k

            
+

            
1

          

        

        
+

        
(

        

          
t

          

            
3

          

        

        
−

        

          
t

          

            
2

          

        

        
)

        
(

        

          
x

          

            
k

            
+

            
1

          

        

        
−

        

          
x

          

            
k

          

        

        
)

        

          

            
m

          

          

            
k

            
+

            
1

          

        

      

    

    
{\displaystyle {\boldsymbol {p}}(t)=(2t^{3}-3t^{2}+1){\boldsymbol {p}}_{k}+(t^{3}-2t^{2}+t)(x_{k+1}-x_{k}){\boldsymbol {m}}_{k}+(-2t^{3}+3t^{2}){\boldsymbol {p}}_{k+1}+(t^{3}-t^{2})(x_{k+1}-x_{k}){\boldsymbol {m}}_{k+1}}

  

```

В вышеприведенной формуле значения производных относятся к независимой переменной t. Для их вычисления необходимо исходные значения производных умножить на длины интервалов {\displaystyle x_{k+1}-x_{k}}. Как следует из формулы, значение интерполируемой функции вычислятся с помощью четырёх кубических полиномов {\displaystyle h_{00}(t),h_{10}(t),h_{01}(t),h_{11}(t)}. Эти полиномы отнюдь не являются классическими полиномами Эрмита, как об этом сказано в англоязычной версии статьи.
На практике обычно известны лишь значения функции в узловых точках, но не значения первой производной. Для вычисления значений первой производной используются различные способы. Простейшим является вычисление среднего арифметического значения разделенных первых разностей на двух соседних интервалах.
{\displaystyle {\boldsymbol {m}}_{k}={\frac {{\boldsymbol {p}}_{k+1}-{\boldsymbol {p}}_{k}}{2(x_{k+1}-x_{k})}}+{\frac {{\boldsymbol {p}}_{k}-{\boldsymbol {p}}_{k-1}}{2(x_{k}-x_{k-1})}}}
В так называемом кардинальном сплайне используется формула
{\displaystyle {\boldsymbol {m}}_{k}=(1-c){\frac {{\boldsymbol {p}}_{k+1}-{\boldsymbol {p}}_{k-1}}{x_{k+1}-x_{k-1}}}}
В этой формуле параметр c изменяется от 0 до 1. В соответствии с этой формулой производная в середине отрезка равняется разделённой первой разности на всём отрезке, умноженной на некий коэффициент. В случае с = 0 формула называется сплайном Катмалла-Рома (базовым сплайном).